# Eugen Brodhun
Eugen Heinrich Eduard Ernst Brodhun (* 15. Oktober 1860 in Berlin; † 19. September 1938 ebenda) war ein deutscher Physiker.

## Leben
Von 1880 bis 1885 studierte er an der Berliner Universität u. a. bei Hermann von Helmholtz und an der Universität Heidelberg. Nachdem er 1887 in Berlin zum Dr. phil. promoviert hatte, wurde er zunächst Assistent am dortigen physikalischen Institut und an der Physikalisch-Technischen Reichsanstalt in Charlottenburg (heute Teil der TU Berlin). Ab 1888 war er wissenschaftliche Hilfskraft und 1923 Abteilungsdirektor. 1926 ging er in den Ruhestand. 
Sein hauptsächliches Arbeitsgebiet war die Optik, er entwickelte zusammen mit Otto Lummer (1860–1925) den sog. Lummer-Brodhun-Würfel zum photometrischen Vergleich zweier Lichtquellen. 
Brodhun war Mitglied der Deutschen Physikalischen Gesellschaft.